# S&M Airlines
S&M Airlines è il secondo album della band hardcore punk americana NOFX, pubblicato nel 1989 dalla Epitaph Records.

## Il disco
Il disco è stato pubblicato in vinile 33 giri, CD e musicassetta e non ha usufruito di ristampe; tutte le tre edizioni sono uguali e non hanno particolarità che le distingua o le possa dare un valore particolare.
Il vinile è di colore nero ed è ormai fuori stampa; non si è sicuri di quante copie ne siano state stampate ma è stato per anni disponibile sul mercato perciò lo si dovrebbe trovare ancora senza grosse difficoltà. La versione su CD è ancora disponibile, ma non si sa se sia mai stata ristampata (anche se l'ipotesi più probabile propende per il no). La versione su cassetta, uguale al vinile e al CD, è fuori stampa da tempo.
Il disco fu registrato in soli 8 giorni sotto la supervisione di Brett Gurewitz. Greg Graffin capitando per caso durante le registrazioni del disco contribuì al disco cantando insieme con Mike e Brett i cori di sottofondo.

## Tracce
1. Day to Daze – 1:54
2. Five Feet Under – 2:42
3. Professional Crastination – 2:43
4. Mean People Suck – 2:02
5. Vanilla Sex – 2:31
6. S&M Airlines – 4:40
7. Drug Free America – 3:37
8. Life O'Riley – 1:55
9. You Drink, You Drive, You Spill – 2:18
10. Screamin for Change – 2:52
11. Jaundiced Eye – 3:48
12. Go Your Own Way – 2:18

## Formazione
- Fat Mike - basso e voce
- Steve Kidwiller - chitarra e voce
- Eric Melvin - chitarra
- Erik Sandin - batteria